# ستيفان مولز
ستيفان مولز (بالإسبانية: Stefan Mols)‏ هو لاعب كرة قدم إسباني في مركز الوسط، ولد في 31 يناير 1999 في أندلسية في إسبانيا. لعب مع بلاكبيرن روفرز.

## وصلات خارجية
- ستيفان مولز على موقع قاعدة بيانات كرة القدم.إي يو (الإنجليزية)
- ستيفان مولز على موقع Soccerbase.com (لاعب) (الإنجليزية)
- ستيفان مولز على موقع Soccerway.com (الإنجليزية)